# Dolichoderus rosenbergi
Dolichoderus rosenbergi é uma espécie de formiga do gênero Dolichoderus.